# Antonio II Boncompagni Ludovisi
Antonio II Boncompagni Ludovisi (Roma, 16 giugno 1735 – Roma, 26 aprile 1805) fu l'ultimo principe sovrano di Piombino prima della conquista napoleonica.

## Biografia
Antonio nacque a Roma il 16 giugno 1735, figlio di Gaetano I, principe di Piombino e duca di Sora, e di sua moglie, la principessa romana Laura Chigi Albani Della Rovere, figlia di Augusto Chigi, II principe di Farnese. Il padre era uno dei più rilevanti baroni del Regno di Napoli nonché una delle figure più influenti alla corte di Carlo III di Borbone.
Ad appena otto anni, il 13 settembre 1743, Antonio fu nominato gentiluomo di camera del re di Napoli e nel 1746 suo padre Gaetano rifiutò in suo favore il feudo di Venosa, chiedendo ed ottenendo alla corte di Madrid nel 1757 il permesso di trasferirgli come ereditario il titolo di grande di Spagna.
Alla morte del padre, nel 1777, Antonio ne ereditò il titolo e le cospicue sostanze, oltre al Principato di Piombino, al ducato di Sora, al marchesato di Vignola e ad altri importanti feudi nel regno di Napoli, nonché la dignità di senatore di Bologna che perveniva per ereditarietà alla sua famiglia, originaria di quella città. A differenza di suo padre, però, Antonio II non fu particolarmente conciliante con la disposizioni della corte napoletana, ed in particolare entrò in disaccordo coi principali ministri delle finanze del regno dal momento che questi, per rimpinguare le casse dello stato, iniziarono ad applicare una politica più stringente sul controllo delle finanze dei grandi baroni del regno, tra cui appunto figurava Antonio II. La naturale propensione di Antonio a favorire le disposizioni della corte spagnola nei suoi confronti, lo portarono apertamente a dichiararsi vassallo del re di Spagna prima ancora che di quello di Napoli, facendo così insorgere non poche problematiche e querelle giudiziarie.
Fu per via delle origini romane di sua moglie e per il suo progressivo distacco da queste questioni giudiziarie che Antonio II ritenne di trovarsi maggiormente a proprio agio nella società aristocratica papalina dell'epoca, decidendo addirittura di trasferirsi direttamente a Roma dopo il suo secondo matrimonio. Antonio II si era ormai convinta della sostanziale inutilità dei brandelli di società feudale che ancora sopravvivevano nell'amministrazione dei suoi territori e per questo iniziò progressivamente a disinteressarsi anche all'amministrazione politica del principato di Piombino, al punto che dalla sua posizione poté solo osservare le truppe francesi entrare nei propri territori per conquistarle alla guida del Bonaparte: dapprima Vignola (1796) e poi l'Isola d'Elba che venne occupata dagli inglesi nel 1796 come risposta all'occupazione di Livorno da parte dei francesi. Nel 1801 lo stesso re di Napoli venne costretto a cedere alle condizioni dei francesi e fu in quel frangente che, pur non cancellando il piccolo principato di Piombino, i francesi imposero al sovrano napoletano di riconoscere loro la possibilità di nomina di un nuovo principe nei territori ormai annessi. Antonio II non venne quindi privato dei propri diritti al suo trono, ma formalmente ora la sua posizione poteva essere messa liberamente in discussione dal governo di Parigi ma come era facile immaginare, nel 1801 egli venne subito estromesso "formalmente" dal principato, venendone privato di tutti i diritti. Nel 1802 l'isola d'Elba venne definitivamente annessa alla Francia e nel 1805 il principato di Piombino venne ricostituito da Napoleone ed attribuito alla sorella Elisa.
Antonio II, sempre più amareggiato, non sopravvisse a questi colpi che lentamente ma progressivamente lo privarono di tutti i suoi titoli famigliari e morì a Roma il 26 aprile di quello stesso 1805.

## Matrimonio e figli
Nel 1757 Antonio, ancora sotto la tutela di suo padre Gaetano I, sottoscrisse un contratto di matrimonio col duca di Gravina, Domenico Orsini, per sposare la figlia di quest'ultimo, Giacinta (1741 - 1759). Il contratto di matrimonio stipulato tra le due grandi famiglie principesche, comprendeva una dote così alta che per l'occasione venne chiesta una speciale autorizzazione a papa Benedetto XIV in deroga a una bolla di Sisto V contro le doti eccessive. Il matrimonio tra i due venne fastosamente celebrato il 25 luglio 1757 a Roma. Giacinta morì due anni dopo dando alla luce un figlio nato morto.
Il 25 novembre 1761 Antonio si risposò con Vittoria Sforza Cesarini (12 marzo 1743 - 5 marzo 1778), figlia del principe Giuseppe. Ebbero una figlia e due figli:
- Anna Eleonora (1763-1767).
- Luigi I (1767-1841), ultimo principe di Piombino, venne deposto nel 1815 dal Congresso di Vienna.
- Giuseppe (11 ottobre 1774-24 agosto 1849), sposò la nobildonna Maria Celeste Gervasi.

## Albero genealogico
|                                                                  |                                       |                                                                  | Genitori                                   |  |  | Nonni |  |  | Bisnonni                         |  |  | Trisnonni                             |  |
|                                                                  |                                       |                                                                  |                                            |  |  |       |  |  | Ugo Boncompagni, IV duca di Sora |  |  | Gregorio Boncompagni, II duca di Sora |  |
|                                                                  |                                       |                                                                  |                                            |  |  |       |  |  | Ugo Boncompagni, IV duca di Sora |  |  | Gregorio Boncompagni, II duca di Sora |  |
|                                                                  |                                       | Eleonora Zapata                                                  |                                            |  |  |       |  |  | Ugo Boncompagni, IV duca di Sora |  |  |                                       |  |
| Antonio I Boncompagni, VI duca di Sora                           |                                       |                                                                  |                                            |  |  |       |  |  | Ugo Boncompagni, IV duca di Sora |  |  |                                       |  |
|                                                                  |                                       | Maria Ruffo                                                      | Francesco Ruffo, II duca di Bagnara        |  |  |       |  |  |                                  |  |  |                                       |  |
|                                                                  |                                       | Maria Ruffo                                                      | Francesco Ruffo, II duca di Bagnara        |  |  |       |  |  |                                  |  |  |                                       |  |
|                                                                  |                                       | Maria Ruffo                                                      | Guiomara Ruffo                             |  |  |       |  |  |                                  |  |  |                                       |  |
| Gaetano I Boncompagni Ludovisi, IV principe di Piombino          |                                       | Maria Ruffo                                                      |                                            |  |  |       |  |  |                                  |  |  |                                       |  |
|                                                                  |                                       | Gregorio Boncompagni, V duca di Sora, II co-principe di Piombino | Ugo Boncompagni, IV duca di Sora           |  |  |       |  |  |                                  |  |  |                                       |  |
|                                                                  |                                       | Gregorio Boncompagni, V duca di Sora, II co-principe di Piombino | Ugo Boncompagni, IV duca di Sora           |  |  |       |  |  |                                  |  |  |                                       |  |
|                                                                  |                                       | Gregorio Boncompagni, V duca di Sora, II co-principe di Piombino | Maria Ruffo                                |  |  |       |  |  |                                  |  |  |                                       |  |
| Maria Eleonora Boncompagni Ludovisi, III principessa di Piombino |                                       | Gregorio Boncompagni, V duca di Sora, II co-principe di Piombino |                                            |  |  |       |  |  |                                  |  |  |                                       |  |
|                                                                  |                                       | Ippolita Ludovisi, II co-principessa di Piombino                 | Niccolò I Ludovisi, I principe di Piombino |  |  |       |  |  |                                  |  |  |                                       |  |
|                                                                  |                                       | Ippolita Ludovisi, II co-principessa di Piombino                 | Niccolò I Ludovisi, I principe di Piombino |  |  |       |  |  |                                  |  |  |                                       |  |
|                                                                  |                                       | Ippolita Ludovisi, II co-principessa di Piombino                 | Costanza Pamphilj                          |  |  |       |  |  |                                  |  |  |                                       |  |
| Antonio II Boncompagni Ludovisi, V principe di Piombino          |                                       | Ippolita Ludovisi, II co-principessa di Piombino                 |                                            |  |  |       |  |  |                                  |  |  |                                       |  |
|                                                                  | Agostino Chigi, I principe di Farnese | Augusto Chigi                                                    |                                            |  |  |       |  |  |                                  |  |  |                                       |  |
|                                                                  | Agostino Chigi, I principe di Farnese | Augusto Chigi                                                    |                                            |  |  |       |  |  |                                  |  |  |                                       |  |
|                                                                  | Agostino Chigi, I principe di Farnese | Olimpia Della Ciaia                                              |                                            |  |  |       |  |  |                                  |  |  |                                       |  |
| Augusto Chigi, II principe di Farnese                            | Agostino Chigi, I principe di Farnese |                                                                  |                                            |  |  |       |  |  |                                  |  |  |                                       |  |
|                                                                  |                                       | Maria Virginia Borghese                                          | Paolo Borghese                             |  |  |       |  |  |                                  |  |  |                                       |  |
|                                                                  |                                       | Maria Virginia Borghese                                          | Paolo Borghese                             |  |  |       |  |  |                                  |  |  |                                       |  |
|                                                                  |                                       | Maria Virginia Borghese                                          | Olimpia Aldobrandini                       |  |  |       |  |  |                                  |  |  |                                       |  |
| Laura Chigi                                                      |                                       | Maria Virginia Borghese                                          |                                            |  |  |       |  |  |                                  |  |  |                                       |  |
|                                                                  |                                       | Giovanni Battista Rospigliosi, I principe Rospigliosi            | Camillo Domenico Rospigliosi               |  |  |       |  |  |                                  |  |  |                                       |  |
|                                                                  |                                       | Giovanni Battista Rospigliosi, I principe Rospigliosi            | Camillo Domenico Rospigliosi               |  |  |       |  |  |                                  |  |  |                                       |  |
|                                                                  |                                       | Giovanni Battista Rospigliosi, I principe Rospigliosi            | Lucrezia Cellesi                           |  |  |       |  |  |                                  |  |  |                                       |  |
| Eleonora Rospigliosi                                             |                                       | Giovanni Battista Rospigliosi, I principe Rospigliosi            |                                            |  |  |       |  |  |                                  |  |  |                                       |  |
|                                                                  |                                       | Maria Camilla Pallavicini                                        | Stefano Pallavicini                        |  |  |       |  |  |                                  |  |  |                                       |  |
|                                                                  |                                       | Maria Camilla Pallavicini                                        | Stefano Pallavicini                        |  |  |       |  |  |                                  |  |  |                                       |  |
|                                                                  |                                       | Maria Camilla Pallavicini                                        | Livia de' Franchi Toso                     |  |  |       |  |  |                                  |  |  |                                       |  |
|                                                                  |                                       | Maria Camilla Pallavicini                                        |                                            |  |  |       |  |  |                                  |  |  |                                       |  |